# Ibn Battuta Mall
Ibn Battuta Mall är en stor galleria i Dubai, Förenade Arabemiraten, som öppnades 2005 och är uppkallad efter den marockanske geografen Ibn Battuta. Den är indelad i sektioner ("courts") med motiv och dekorationer från länder som Ibn Battuta besökte under sina upptäcktsresor och innehåller förutom cirka 270 butiker även biografer, restauranger och kaféer. 
Gallerian ligger i staden Dubais sydvästra utkanter i närheten av Jebel Ali hamnområde utefter huvudväg E11 samt Dubais tunnelbanelinje.

## Bildgalleri

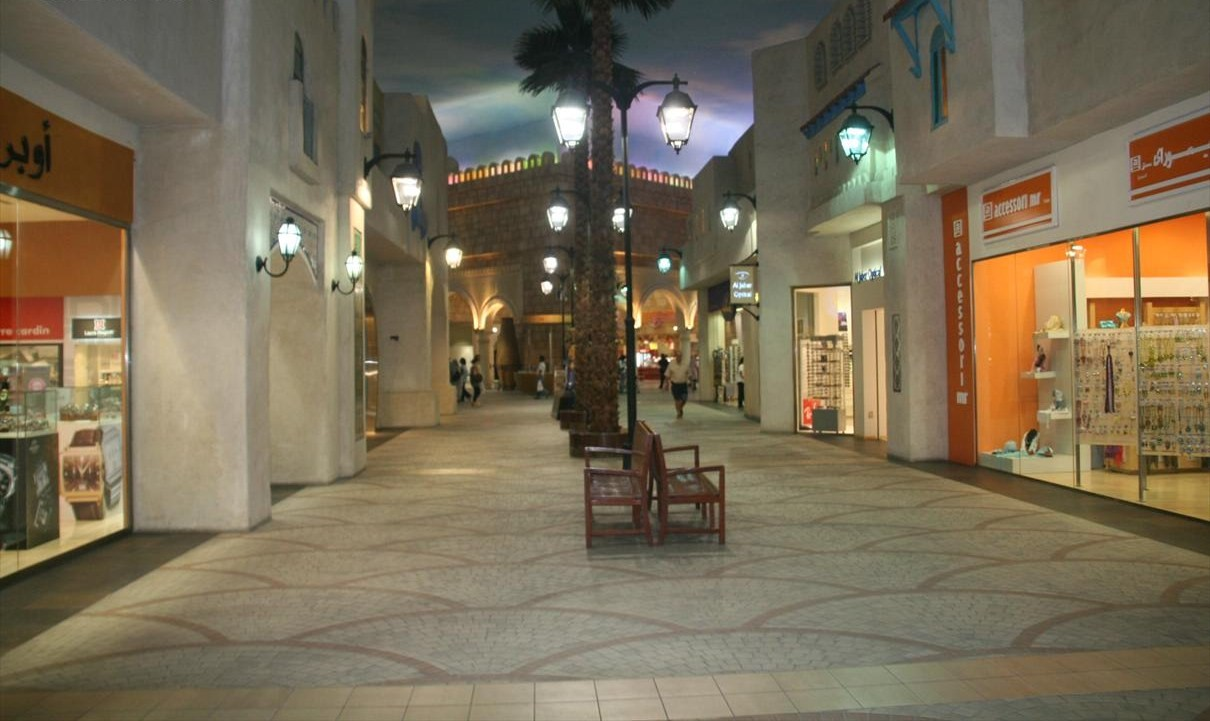
Gallerians interiör
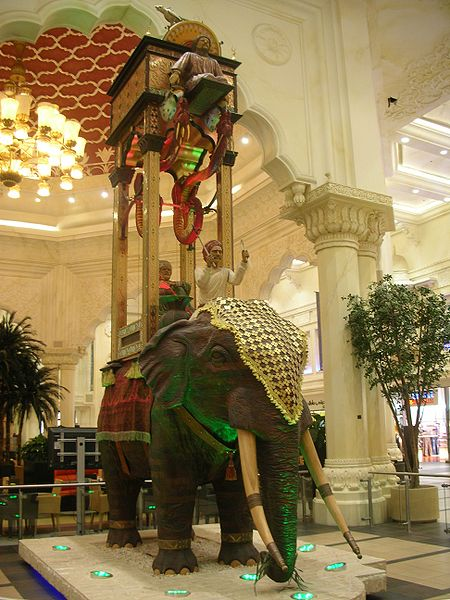
Interiör
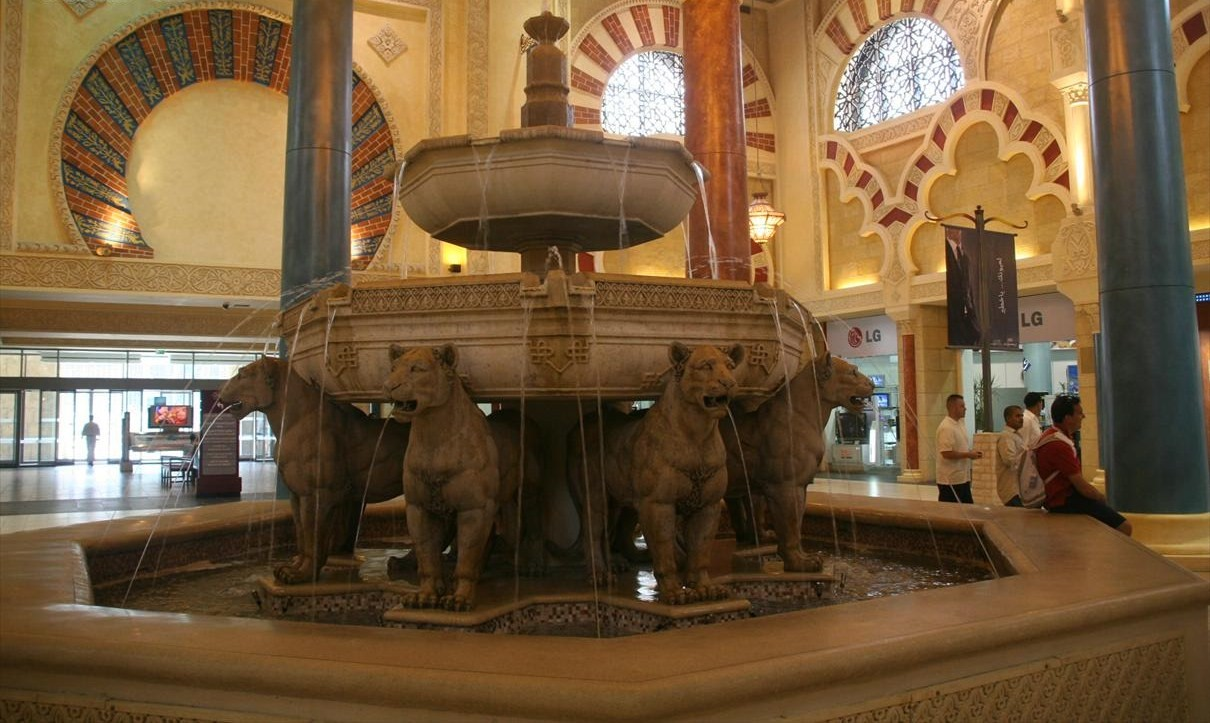
Fontän i Andalusia Court
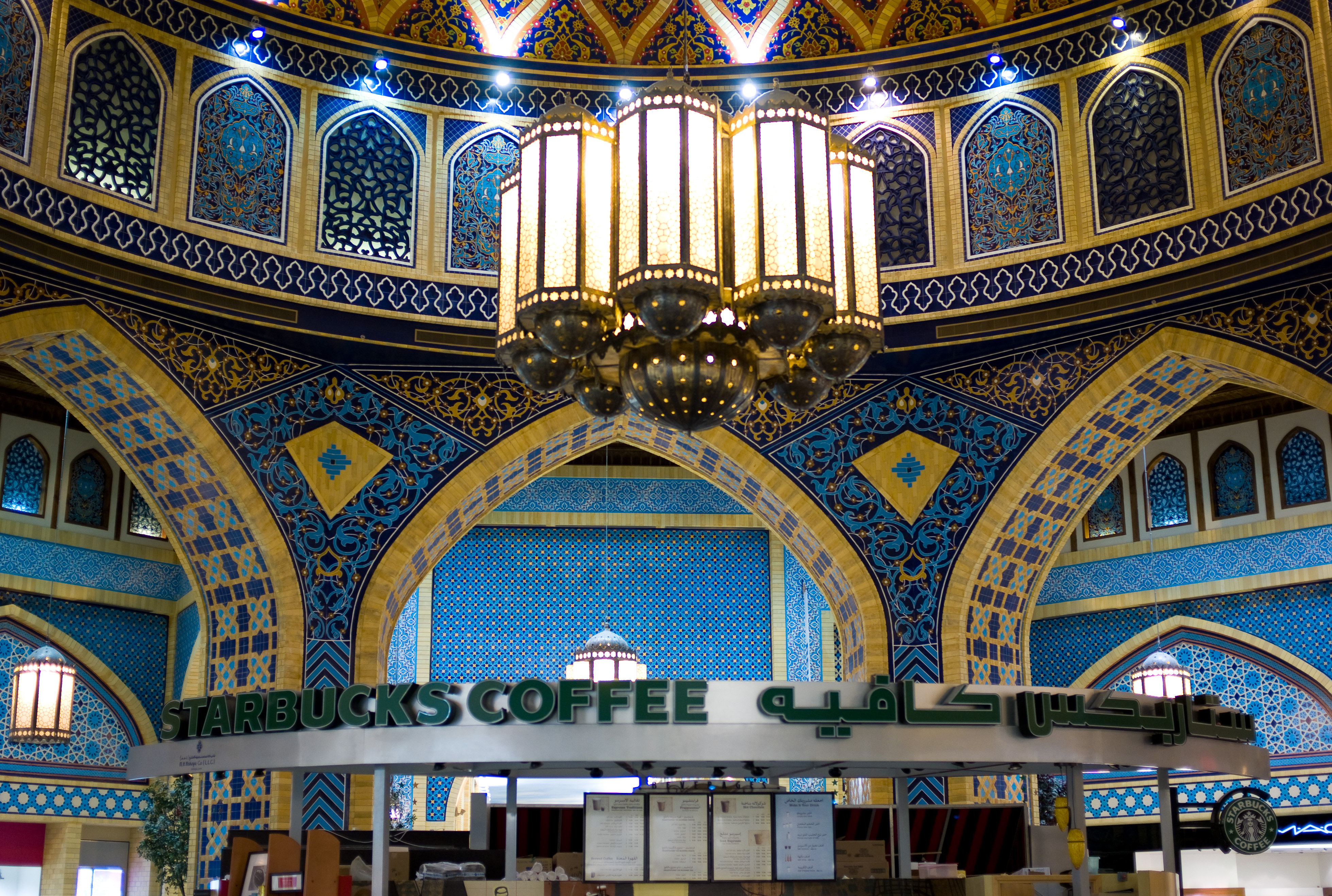
Persian Court
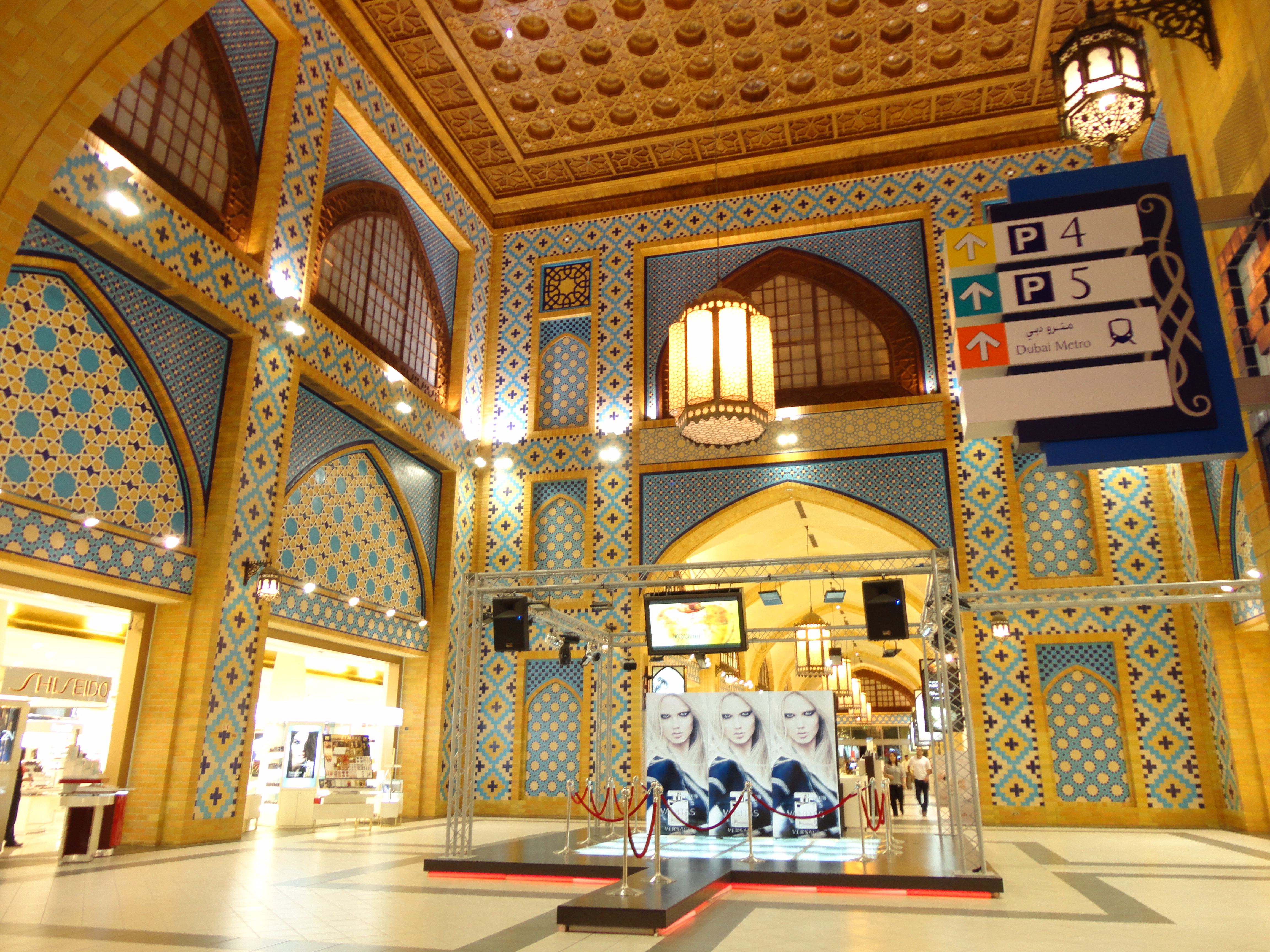
Persian Court